# Jefrin Mejía
Jefrin Benito Mejía Sambulá (4 de julio de 1992), es un luchador hondureño de lucha grecorromana. Compitió en dos Campeonatos Mundiales, consiguiendo la 13.ª posición en 2013. Acabó en el quinto lugar en los Juegos Panamericanos de 2011 y 2015. Ganó dos medallas de bronce en los Juegos Centroamericanos y del Caribe, de 2010 y 2014. Conquistó tres medallas en los Juegos Deportivos Centroamericanos, de oro en 2010. Obtuvo la medalla de bronce en el Campeonato Panamericano de 2016. Campeón Sudamericano de 2014.
Su hermano Kevin Mejía también compite como luchador.